# Cronache di poveri amanti
Cronache di poveri amanti is een Italiaanse film van Carlo Lizzani die werd uitgebracht in 1954.
Het scenario is gebaseerd op de gelijknamige roman (1947) van Vasco Pratolini.

## Verhaal
Florence, lente 1925. De drukker Mario verhuist naar een kamer in de Via del Corno om dichter bij zijn vriendin Bianca te zijn. Mario voelt zich spoedig thuis in deze volkse straat in de kleurrijke Santa Crocewijk waar iedereen iedereen kent. Hier raakt hij bevriend met onder meer de smid Maciste, zijn huurbaas, en de fruit- en groenteverkoper Ugo, beiden antifascisten. Boven alle inwoners van de straat torent de 'Signora' uit, een rijke bedlegerige vrouw die perfect op de hoogte is van het reilen en zeilen van de buurt. 
In die tijd beginnen de Zwarthemden terreur te zaaien. De boekhouder Carlino Bencini bijvoorbeeld meent zich te moeten laten gelden door de straat regelmatig te controleren. De pas gehuwde Alfredo, die met zijn vrouw Milena een delicatessenzaak heeft geopend, wordt door de zwarthemden in elkaar geslagen omdat hij Bencini duidelijk heeft gemaakt dat hij geen bijdrage aan de locale afdeling van de fascistische partij betaalt. 
Wanneer Maciste en Ugo enkele kameraden willen verwittigen dat ze zullen opgepakt worden, wordt Maciste dodelijk verwond en ziet Ugo zich verplicht onder te duiken.

## Rolverdeling
| Acteur               | Personage                              |
| -------------------- | -------------------------------------- |
| Gabriele Tinti       | Mario Parigi                           |
| Antonella Lualdi     | Milena Campolmi, de vrouw van Alfredo  |
| Marcello Mastroianni | Ugo                                    |
| Anna Maria Ferrero   | Gesuina, de dienster van de 'Signora'  |
| Giuliano Montaldo    | Alfredo Campolmi                       |
| Cosetta Greco        | Elisa, een prostituee                  |
| Wanda Capodaglio     | de 'Signora'                           |
| Bruno Berellini      | Carlino Bencini, fascist               |
| Mario Piloni         | Osvaldo, collega en vriend van Bencini |
| Irene Cefaro         | Clara                                  |
| Adolfo Consolini     | Corrado / Maciste                      |
| Eva Vanicek          | Bianca                                 |
| Garibaldo Lucii      | Staderini, de schoenmaker              |